# Gaswet (Nederland)
De Gaswet van 2000 omvat regels op het gebied van transport en levering van aardgas binnen Nederland en geeft tevens uitvoering aan Europese regelgeving. De Energiekamer van de Autoriteit Consument en Markt houdt toezicht op de Gaswet.

## Achtergrond
Vanuit het neoliberalisme van eind 20ste eeuw ontstond de gedachte dat de energie- en watervoorziening efficiënt en goedkoop kon worden georganiseerd door liberalisering en privatisering van de markt. Energielevering was van oudsher in handen van nutsbedrijven en daar moest een einde aan komen. Een vrije energiemarkt zou volgens voorstanders tot goedkopere energie leiden en betere service. Daartoe dienden de infrastructuur voor transport en de productie van energie en water van elkaar te worden gescheiden. De infrastructuur wordt beheerd zonder winstoogmerk en betaald uit algemene middelen; de energie wordt geleverd door commerciële bedrijven, die winst maken en tegelijkertijd zorgen voor lage prijzen voor de consument.

## Wettelijke context
De Gaswet van 22 juni 2000 geeft uitvoering aan de Europese richtlijn 98/30/EG van 22 juni 1998, die gemeenschappelijke regels voor de interne markt voor aardgas binnen Europa betreft. Als motivatie werd gesteld dat het wetsvoorstel  voortvloeit "uit de wens een grotere rol aan de markt te geven bij het in stand houden van een betrouwbare, betaalbare en schone energievoorziening."
Vóór de invoering van de Gaswet was er tot 2007 specifieke regelgeving voor energiedistributiebedrijven in de "Wet energiedistributie" van 1996 betreffende de levering van gas en elektriciteit aan kleinverbruikers en daarnaast de nog altijd geldende "Wet aardgasprijzen" van 1974, die de Minister van Economische Zaken en Klimaat de bevoegdheid geeft minimumprijzen voor de levering van aardgas op te leggen.

## Ontvlechting van bedrijven
De liberalisering van de energiemarkt had alleen betrekking op de levering van energie en de meetdiensten; voor het transport van energie bleven afnemers gebonden aan hun 'oude' netbeheerder, die eigenaar bleven van infrastructuur voor het transport van energie.
In september 2007 kwam de Europese Commissie met een derde pakket liberaliseringsrichtlijnen voor gas en elektriciteit, bedoeld voor stimulering van de interne markt en volledige 'eigendomsontvlechting'. Op 1 juli 2008 trad in Nederland het zogenaamde "groepsverbod" in werking. Netwerkbedrijven in de energiesector mochten na de overgangsperiode, vanaf 2011, geen deel meer uit maken van dezelfde holding als handels- en productiebedrijven. Alle verticaal geïntegreerde energiebedrijven (die vóór de liberalisering allemaal zowel netbeheer als distributie en levering uitvoerden en elektriciteit zelf produceerden en tevens allemaal in handen waren van provinciale en/of gemeentelijke overheden) moesten dan zijn gesplitst in enerzijds onafhankelijke netbeheerders met door de NMa-DTe (de Energiekamer) vastgestelde tarieven en anderzijds commerciële energiebedrijven die actief zijn op het gebied van handel, levering en productie. In EU-termen werd dit de "ontvlechting" van productie/levering en "transmissie van energie" genoemd. De "transmissie" werd de taak van de netbeheerders.
Vanaf maart 2012 moest in ieder EU-land de "ontvlechting" van productie/levering van energie en het "transmissiesysteem" gerealiseerd zijn. Dit om de geliberaliseerde interne markt voor gas en elektriciteit te voltooien. EU-richtlijn 2019/692 had – in aanvulling op Richtlijn 2003/55/EG – tot doel de gasnetten ook voor bedrijven in niet-EU-landen ("derde landen") open te stellen.

## Toezicht op naleving Gaswet
In de Gaswet is vastgelegd hoe de energieleveranciers zich binnen de markt dienen te gedragen, zo mogen ze geen misbruik maken van een eventuele machtspositie. De Energiekamer van de Autoriteit Consument en Markt (ACM) houdt toezicht op de naleving van de Gaswet en de Elektriciteitswet.

## Wijzigingen in de Gaswet
De Gaswet is een aantal maal gewijzigd, die wijzigingen gingen vooral over aanscherping van het toezicht op netbeheerders en een meer heldere manier om tarieven vast te stellen.
Op 29 november 2006 werd een wijziging van kracht die leveranciers en transportbedrijven verbiedt, kleinverbruikers (d.i. particulieren) af te sluiten in de winterperiode van 1 oktober tot 1 april, ook in geval van wanbetaling. Dit geldt zowel voor gas als elektriciteit; uitzonderingen zijn fraude of indien een gebruiker weigert mee te werken aan een schuldsanering.
Het Kabinet-Rutte III dat in 2017 aantrad, zette sterk in op klimaatbeleid en energietransitie. Veel wijzigingen hebben sindsdien te maken met de "voortgang energietransitie" (vet). De energietransitie is de overgang van fossiele energie naar duurzame energie en het terugbrengen van de uitstoot van CO2. Wijzigingen van de Elektriciteitswet 1998 en de Gaswet hebben tot doel wettelijke belemmeringen van deze transitie weg te nemen.

## Plannen voor nieuwe wet
In 2021 is een wetsvoorstel voor een Energiewet gepresenteerd, met als doel de huidige Gaswet en Elektriciteitswet 1998 te vervangen en samen te voegen, nieuwe Europese regelgeving te implementeren en invulling te geven aan afspraken uit het Klimaatakkoord van 2019. Het moet het wettelijke fundament van de energietransitie worden. De regelgeving voor gas en elektriciteit worden beter op elkaar afgestemd. Ook moet het regelen dat huizen zonder gasaansluiting kunnen worden gebouwd of verbouwd en de aansluitplicht voor gas wordt opgeheven.